# 木内みどり
木内 みどり（きうち みどり 、1950年〈昭和25年〉9月25日 - 2019年〈令和元年〉11月18日）は、日本の女優。愛知県名古屋市出身。

## 生涯

### 生い立ち
1950年9月25日、名古屋市の聖霊病院で生まれた。彼女以外は全員男の5人きょうだいの4番目。
父親は生命保険会社に勤務し、支店長として各地を転々。これに伴い、小学校1年まで名古屋市で育ち、その後約2年おきに千葉県千葉市、岐阜県岐阜市、鹿児島県鹿児島市と移り住む。このため、土地に対する愛着はあまりないという。中学1年から東京で育った。日大二高中退。

### 芸能界へ
高校を中退して劇団四季研究所へ。『王子とこじき』で初舞台、『ブラック・コメディ』など劇団公演に出演。『「されどわれらが日々」より 別れの詩』（1971年、東宝）で映画デビュー。その後、テレビドラマ、バラエティ番組、映画、舞台に多数出演、人気者となる。1983年、CM好感度ランキングで第7位になる。
1988年、西武百貨店渋谷店店長（当時）の水野誠一と再婚、翌年に長女誕生。38歳の高齢出産として話題になったが、出産13日後には仕事に復帰。1990年には水野が西武百貨店社長となったこともあり「玉の輿婚」と話題になった。

### 女優かつ反原発活動家として
2001年7月、夫の水野誠一が参議院議員を辞職後に静岡県知事選に立候補。中部電力浜岡原発停止と静岡空港建設中止を公約に掲げ県内を選挙運動で回ったが落選。
ダライ・ラマ法王来日の際にレセプションの司会を引き受けたことがきっかけで、坂本龍一・水野誠一との3人でノルブリンカ・ジャパンを設立。チベット関連の活動を始める（その後解散）。また、その活動を知らせるサイトを自力で作るために、デジタルハリウッドに入学・卒業したという経歴を持つ。2004年、「Tibetan Smile」をプロデュース。ダライ・ラマ法王の妹、ジェツン・ペマを招聘。
2006年、ジャパンタイムズで、舞台『皆に伝えよ!ソイレント・グリーンは人肉だと』の演技を「Best Actress」と評される。
2007年からは、ボランティアとして月一回和光市の認知症専門医院で朗読や紙芝居などを披露していた。
2014年4月11日、ロンドンで行われた脱原発集会でスピーチし、同日の閣議決定（第2次安倍内閣：安倍晋三首相）で原発ゼロを撤回し、原発再稼働を進めるとした政府のエネルギー基本計画を批判した。木内は英語で「私の人生は福島の事故後に完全に変わり、脱原発のためにできることはすべて行うと決心した。誰も責任を取らず、原因究明もしない日本に対し怒っている」と述べた。また基本計画にも触れ、「国民が事故を忘れたり、事故から逃げていてはまた事故が起きる」と訴えた。
2016年から、広島原爆をテーマにした絵本『おこりじぞう』の朗読をライフワークと定め、活動していた。
MBS「たね蒔きジャーナル」番組継続活動に関係した後、「木内みどりの自由なラジオ」を経て、2018年7月より単独でネットラジオ「木内みどりの小さなラジオ」を開局、独自のインタビュー番組を配信。収録・編集直後に木内が急逝した吉田照美インタビューは、没後の2020年1月24日に第9回として公開された。
2018年6月、東京大学教授の安冨歩により安田講堂で行われた「ファッションポジウム―男女の垣根を越えたファッションの未来を考えるシンポジウム―」の司会を務めた。また、この催しの中心となったメンズサイズでジェンダーフリーの洋服を作るファッションブランド「blurorange（ブローレンヂ）」に100万円出資している。2019年7月の第25回参議院議員通常選挙において、れいわ新選組が選挙期間中に都内で行った主要イベントのすべての司会を務めた（計3回）2019年10月9日、長崎県西海市の田島で開催された「TEDxSaikai 2019」にスピーカーとして登壇。

### 死去
2019年11月18日、急性心臓死のため、滞在先の広島市のホテルで死去。69歳没。生前の本人の強い希望により通常の通夜・告別式は行わず、家族葬が執り行われたことが、11月21日に本人のtwitterと夫の水野誠一のfacebook（長女との連名）で発表された。
最後の仕事となったのは、広島原爆死没者追悼平和祈念館による企画展「時を超えた兄弟の対話―ヒロシマを描き続けた四國五郎と死の床でつづった直登の日記―」の日記朗読。共演者は塚本晋也。映像の最後には、木内への追悼メッセージが追加された。朗読が収録された映像は平和祈念館で上映されると同時に、全編webでも見ることができる。
2020年2月13日、東京・六本木の国際文化会館でお別れの会「木内みどりさんを語り合う会」が開かれ、芸能人・文化人・政治関係者など450人が参列した。
遺骨・遺灰は、仏事などを強く嫌う本人の希望により、粉骨の上2020年9月に木内の知人が所有する静岡県内の山奥の「誰も訪れない場所」に散骨された。その様子はNHK広島の「ラウンドちゅうごく『ヒロシマで出会った2人－木内みどりと四國五郎』」でドキュメンタリーとして放送された。
2022年4月30日から５月6日まで、生前木内がよく訪れていた東京・シネマハウス大塚で「女優 木内みどり特集」を開催。出演した映画・舞台映像などが日替わりで上映され、家族をはじめとしたゆかりのゲストによるトークショーが行われた。

## 人物
- 15歳から、ビートルズファンだった。来日公演に足を運び、映画『ヘルプ!4人はアイドル』は43回、『ビートルズがやって来るヤァ!ヤァ!ヤァ!』は22回観ている[35]。
- 木内みどりバンドを結成していた時期がある（木内はパーカッション担当）。
- 犬を飼っていた（スタンダードプードル）[36]。
- 1984年に防衛医大での医療事故で父を亡くしたことを、2年後に週刊誌のコラムで公表[37][38]。この出来事や、水野の母が亡くなった時に十分に介護をできなかったこと[39]などをきっかけに、1994年、水野とともに日本尊厳死協会に入会していた[40][41]。
- 晩年の愛車はBMWイセッタである[42][43]。また、夫婦でミッレミリアに参戦していた。
- 2019年、八つ墓村（NHK）で濃茶の尼役を演じるための役づくりの一環としてグレイヘア（白髪）にした後、撮影終了後から亡くなるまでそのままの髪色にしていた[44]。
- 晩年は特に政治や社会に対する立場を明確にしていたが、議員の立候補への誘いは断っていた[45]。
- 長年個人事務所で仕事をしてきたが、2017年から太田雄子（マッシュ代表）に芸能関係のマネジメントを依頼。マッシュには所属せず、太田個人とエージェント契約的な関わり方をしていた[46]。
- 生涯で訪れた国は69か国。最後は娘とハンガリーを訪れた[6]。

## 系譜
|            |            |            |            |            |            |  |  |              |              |              |              |              |              |  |  |            |          |          |          |          |          |  |  |            |          |          |          |          |          |  |  |
|            |            |            |            |            |            |  |  | 水野彦次郎   |              |              |              |              |              |  |  |            |          |          |          |          |          |  |  |            |          |          |          |          |          |  |  |
|            |            |            |            |            |            |  |  |              |              |              |              |              |              |  |  | 水野彦治郎 |          |          |          |          |          |  |  |            |          |          |          |          |          |  |  |
|            |            |            |            |            |            |  |  |              |              |              |              |              |              |  |  |            |          |          |          |          |          |  |  |            |          |          |          |          |          |  |  |
| 丸尾鎌三郎 | 丸尾鎌三郎 | 丸尾鎌三郎 | 丸尾鎌三郎 | 丸尾鎌三郎 | 丸尾鎌三郎 |  |  | 鎌三郎の二女 | 鎌三郎の二女 | 鎌三郎の二女 | 鎌三郎の二女 | 鎌三郎の二女 | 鎌三郎の二女 |  |  |            |          |          |          |          |          |  |  |            |          |          |          |          |          |  |  |
| 丸尾鎌三郎 | 丸尾鎌三郎 | 丸尾鎌三郎 | 丸尾鎌三郎 | 丸尾鎌三郎 | 丸尾鎌三郎 |  |  | 鎌三郎の二女 | 鎌三郎の二女 | 鎌三郎の二女 | 鎌三郎の二女 | 鎌三郎の二女 | 鎌三郎の二女 |  |  |            |          |          |          |          |          |  |  |            |          |          |          |          |          |  |  |
|            |            |            |            |            |            |  |  |              |              |              |              |              |              |  |  | 水野成夫   | 水野成夫 | 水野成夫 | 水野成夫 | 水野成夫 | 水野成夫 |  |  | 水野誠一   | 水野誠一 | 水野誠一 | 水野誠一 | 水野誠一 | 水野誠一 |  |  |
|            |            |            |            |            |            |  |  |              |              |              |              |              |              |  |  | 水野成夫   | 水野成夫 | 水野成夫 | 水野成夫 | 水野成夫 | 水野成夫 |  |  | 水野誠一   | 水野誠一 | 水野誠一 | 水野誠一 | 水野誠一 | 水野誠一 |  |  |
|            |            |            |            |            |            |  |  |              |              |              |              |              |              |  |  |            |          |          |          |          |          |  |  |            |          |          |          |          |          |  |  |
|            |            |            |            |            |            |  |  |              |              |              |              |              |              |  |  |            |          |          |          |          |          |  |  | 水野みどり |          |          |          |          |          |  |  |
|            |            |            |            |            |            |  |  |              |              |              |              |              |              |  |  |            |          |          |          |          |          |  |  |            |          |          |          |          |          |  |  |
|            |            |            |            |            |            |  |  |              |              |              |              |              |              |  |  |            |          |          |          |          |          |  |  | 水野惣平   |          |          |          |          |          |  |  |
|            |            |            |            |            |            |  |  |              |              |              |              |              |              |  |  |            |          |          |          |          |          |  |  |            |          |          |          |          |          |  |  |
|            |            |            |            |            |            |  |  |              |              |              |              |              |              |  |  |            |          |          |          |          |          |  |  |            |          |          |          |          |          |  |  |
|            |            |            |            |            |            |  |  |              |              |              |              |              |              |  |  |            |          |          |          |          |          |  |  | 堤麻子     |          |          |          |          |          |  |  |
|            |            |            |            |            |            |  |  |              |              |              |              |              |              |  |  |            |          |          |          |          |          |  |  |            |          |          |          |          |          |  |  |
|            |            |            |            |            |            |  |  |              |              |              |              |              |              |  |  |            |          |          |          |          |          |  |  |            |          |          |          |          |          |  |  |

- 赤地に太字が本人である。
- 係累縁者が多いため、木内みどり（水野みどり）の親族に該当する著名人のみ氏名を記載した。

## 出演作品

### テレビドラマ
- 日本の幸福（1966年、日本テレビ）
- ポーラテレビ小説[47]（TBS）
  - 第3作 安ベエの海（1970年） - 岩田安代
  - 第17作 さかなちゃん（1976年） - 水田和江
- 恋愛術入門 第10話「素晴らしき汽車ポッポ」（1970年、TBS）
- 港の詩（1971年、NHK総合） - 百合子
- うなぎのぼり鯉のぼり（1972年、NET） - 小沢みどり
- 二人の素浪人 第11話「宿場牢の襲撃を断て!」（1972年、フジテレビ）
- おとこ鷹 （1972年、関西テレビ）- 勝順子（お順）
- 木下恵介アワー（TBS）
  - おやじ太鼓 第11回（1968年） - かおるの学友
  - 幸福相談（1972年）
- 大河ドラマ（NHK総合）
  - 国盗り物語（1973年） - お慶
  - 徳川家康（1983年） - 小夜
  - 西郷どん（2018年） - 石千代金[48]
- 大久保彦左衛門（1973年、関西テレビ）
- 新十郎捕物帖・快刀乱麻 第1話「売る符は狼大明神」（1973年、朝日放送）
- あんたがたどこさ 第1シリーズ（1973年、TBS） - 久富真弓
- 太陽にほえろ!（日本テレビ）
  - 第75話「仕掛けられた銃声」（1973年） - 片桐奈美江
  - 第196話「言葉の波紋」（1976年） - 落合由利子
  - 第228話「目撃者」（1976年） - 岡本澄江
- どてらい男（1974年、関西テレビ）
- ふりむくな鶴吉 第4話（1974年、NHK総合）
- 夜明けの刑事（TBS）
  - 第12話「二人の妻を持つ夫」（1974年）
  - 第92話「結婚サギ師の華麗な失敗！」（1976年）
- 影同心II 第3話「遅れて咲いた彼岸花」（1975年、毎日放送） - お浜
- 江戸の旋風（1975年、フジテレビ）
- なつかしき海の歌（1975年、TBS）
- 東芝日曜劇場[49]（TBS）
  - 霧のサンフランシスコ（1974年）
  - 式場の微笑（1975年）
  - 女の初春（1976年）
  - 夢のながれ（1976年10月17日、CBC） - 千恵子
  - 君にささげる歌（1987年、毎日放送）
  - 茉莉の来た日（1992年）
- 必殺仕業人 第1話「あんたこの世をどう思う」（1976年、朝日放送 / 松竹） - おりん
- 結婚前夜シリーズ 第8回「別れ話」（1976年、TBS）
- 私も燃えている（1976年、よみうりテレビ）
- 火曜日のあいつ　第19話「断崖落下!親子が泣いた見返り峠」（1976年、TBS・東宝）-ルミ子
- 銀河テレビ小説（NHK総合）
  - ふるさとシリーズ2 幻のぶどう園（1976年） - 三宅英子
  - 姉さんは腕まくり（1980年）
- シリーズ人間模様 妻たちの二・二六事件（1976年、NHK総合）
- 赤いシリーズ（TBS）
  - 赤い運命（1976年） - 下条秋子
  - 赤い衝撃（1976年） - 大杉ミサコ
  - 赤い激突 第1話「帰ってきた家族の中の悪魔」（1978年） - 石田エイコ（石田の長女）
- 連続テレビ小説（NHK総合）
  - いちばん星（1977年） - 木田滝子
  - 心はいつもラムネ色（1984年）- お春
- 火曜劇場（日本テレビ）
  - さらば愛（1977年）
  - 女の肖像（1980年）- タマコ
- おおヒバリ!（1977年 - 1978年、TBS）- 近松絹枝
- 早筆右三郎 第26回「縁切り寺で縁つなぎ」（1978年、NHK総合）
- コメットさん（1978年、TBS） - 花村洋子
- オレの愛妻物語（1978年、日本テレビ）- 銀子
- アヒル大合唱（1978年、TBS） - 伊吹冬子
- 江戸の鷹 御用部屋犯科帖（第20話）「戦慄!夜霧の女」（1978年、テレビ朝日）
- 熱中時代（日本テレビ）
  - 教師編 第20話（1978年） - 戸塚美千代
  - 刑事編（1979年） - 片岡花江
  - Special 水谷教授の華麗な冒険（1980年）
  - 教師編 第2シリーズ（1980年） - 奥田朝
- 三男三女婿一匹III（1979年、TBS）
- 男なら!（1979年、TBS）- 猫田マリ子
- 西遊記II 第13話「人喰い妖怪 若返りの泉」（1980年、日本テレビ / 国際放映） - 莫蓮
- 木曜ゴールデンドラマ / 東京大地震マグニチュード8.1（1980年、よみうりテレビ） - みち子
- 傑作推理劇場 / 殺人志願（1980年、テレビ朝日） - 柴田君子 役
- 青春諸君!夏（1980年、TBS）
- カネボウヒューマンスペシャル（日本テレビ）
  - 小児病棟（1980年12月3日） - 小川玲子 役
  - 脳死をこえて（1986年）
- 一人来い二人来いみんな来い（1980年 - 1981年、TBS） - 奈々子
- 野々村病院物語（1）（1981年、TBS） - 看護婦
- 金曜劇場 私はタフな女（1981年、日本テレビ）- かすみ
- 夫婦は夫婦（第11回）「魔が過ぎた時」（1981年、フジテレビ）
- 嫁かず、出もどり、小姑（1981年、フジテレビ・翠雲堂）- 古山伊都子
- もんもんドラエティ（1981年、テレビ東京） - 鈴木くるみ（留吉の妻）
- こども傑作シリーズ（1982年3月 - 9月、テレビ朝日） - 「おはなし（＝ストーリーテラー）」
- さよなら三角またきて四角（1982年、TBS）
- ちょっと噂の女たち・黒田軟骨の女難（1982年、毎日放送）
- 陽あたり良好!（1982年、日本テレビ） - 水沢千草
- 水曜劇場 女かじき特急便（1982年、日本テレビ）
- 月曜劇場 悪女の招待状（1982年、テレビ朝日）
- 日立テレビシティ 人間万事塞翁が丙午（1982年、TBS） - ぼたんさん
- あんちゃん 第5・6話（1982年、日本テレビ） - 島崎朋江
- 花王名人劇場 新伍コメディ「単身赴任は××です。」第2話（1982年、関西テレビ）
- さらば女ともだち（1983年、テレビ朝日） - 高辺美子
- 木曜ファミリーワイド / マザコン刑事の事件簿（1983年、フジテレビ）
- 若草学園物語（1983年、日本テレビ）
- 月曜ドラマランド どっきり天馬先生（1983年、フジテレビ）
- 月曜ワイド劇場（テレビ朝日）
  - 女が会社へ行きたくない朝 OL学入門（1983年）
  - 女ざかり・男あさり 東西南北（1984年）
  - 妻はなぜ反乱したか（1986年）
- 土曜ワイド劇場（テレビ朝日）
  - 寝台車の死美人 白鳥のファンタジィ（1979年）
  - 森村誠一の高層の死角（1983年）
  - 結婚詐欺師が手玉にとった５人の女（1984年）- 瀬尾花子
  - 松本清張の黒い樹海（1986年）
  - 桜子は微笑う ラストエンペラーに仕掛けられた妖しい女の罠（1988年）
- 看護婦日記 パートI（1983年、TBS） - 看護婦
- 昭和四十六年 大久保清の犯罪（1983年、TBS） - 大久保敏江
- スチュワーデス物語（1983年、TBS）- 大西教官
- 花も嵐も踏み越えて 女優田中絹代の生涯（1984年、テレビ朝日）
- ビートたけしの学問ノススメ（1984年、TBS） - 夏目菊枝（夏目宝石の母）
- 松本清張スペシャル 支払い過ぎた縁談 （1985年、TBS） - 萱野房子
- 月曜スター劇場 女ざかり（1985年、TBS）- 小島麻子
- 女コロンボ危機一髪（1985年、TBS）
- 長い道のり（1985年、NHK名古屋）
- 新春ドラマスペシャル はらはらと雪月花・京都三姉妹大事件（1986年、TBS）
- ナショナル木曜劇場 わたしの可愛いひと（1986年、フジテレビ） - 早川博美
- 妻たちの危険な関係（1986年、日本テレビ）
- 大人になるまでガマンする（1986年、TBS）
- 火曜サスペンス劇場（日本テレビ）
  - 「嘘」（1986年）
  - 「女検事霞夕子3・非常階段を下りる女」（1987年、東海映画社） - 栃之木夫人
  - 「殺意の証明」（1987年） - 主演
  - 「情状鑑定人」（1988年、プロジェクトエー） - 主演
  - 「たそがれに愛をこめて -心臓外科医と死刑囚-」（1990年、Eiho） - 野上美子
- 水曜ドラマスペシャル（TBS）
  - マンションの鍵貸します（1986年）
  - さんまの花ムコ見習試験（1987年）
- ファミリードラマ「おじいちゃんの贈り物」（1987年、NHK総合）
- ドラマスペシャル「絆」（1987年10月24日、NHK総合） - 赤沢和美
- 主婦代行いたします（1987年、日本テレビ）
- 再婚の条件（1987年、テレビ東京）
- 春のドラマスペシャル 襲われた人妻は何を失ったか（1987年、テレビ朝日）
- ザ・ドラマチックナイト 一日未亡人（1987年、フジテレビ）
- ドラマ・女の四季 愉快な結婚仕掛人（1988年、テレビ東京）
- 木曜ゴールデンドラマ（よみうりテレビ）
  - 愛されたい妻たち（1988年）
  - 長い道Ⅲ（1988年）
- 向田邦子新春スペシャル「男どき女どき」（1988年、TBS）
- ドラマ23「殺したい女」「殺したい女2」（1988年、TBS）
- サザエさん旅あるき（1988年、テレビ朝日）- 長谷部珠子 役
- 土曜ドラマスペシャル（TBS）
  - 上役が遺した愛人（1988年）
  - 夏の特選サスペンス 愛情地獄（1988年）
- 男と女のミステリー「見えない絆」（1988年、フジテレビ）
- 外科東病棟（1989年、TBS）
- 京都サスペンス 雪の宿（1989年、関西テレビ）- 津上俊江
- 火曜スーパーワイド 函館のおんな・23歳 あぶない恋の帰省旅行（1989年、朝日放送）
- ドラマチック22 南くんの恋人（1990年、TBS）
- 凪の光景（1990年、テレビ朝日）
- 山村美紗サスペンス 哲学の小径の少女（1990年、関西テレビ）
- 水曜グランドロマン（日本テレビ）
  - シリーズ離婚（2）単身家庭の呪い（1990年）
  - 風よ、父よ明日へ！（1990年）
- ギミア・ぶれいく ユスリ有限会社・満福鶴丸の内職（1990年、TBS） - 安西課長
- アリスの穴の中で 父さんが子供を産むことになった理由（1990年、TBS） - 長沼令子
- 花王ファミリースペシャル 虹が出た!（1991年～1992年、関西テレビ）
- NHKスペシャル ニューウェーブドラマ 音・静かの海に眠れ（1991年、NHK総合）
- もう一度別れのブルースを 淡谷のり子物語（1991年、テレビ朝日）
- 世にも奇妙な物語「海亀のスープ」（1991年、フジテレビ） ‐ 渋沢蘭子
- 松本清張作家活動40周年記念・迷走地図（1992年、TBS） - 外浦節子
- 月曜ドラマスペシャル 逆転報道（1992年、TBS）
- アリよさらば（1994年、TBS） - 花岡春子
- ドラマ新銀河（NHK総合）
  - やさしい関係（1995年）
  - 賢治のほほえみ（1996年）
- SALE!（1995年、朝日放送）
- 日本一短い母への手紙3「季節はずれの七・五・三」（1996年、日本テレビ）
- BS日曜ドラマ 父帰る（1996年、NHK BS2）
- 俺たちの世直し強盗（1996年、テレビ朝日） - 室田恵子
- 月曜ドラマ・イン イグアナの娘（1996年、テレビ朝日）- 三上恵子
- 君の手がささやいている（1997年、テレビ朝日） - 武田晴子
- 人情馬鹿物語 「深川の鈴」（1997年、テレビ東京）
- 土曜ドラマ館 少年たち（1998年、NHK総合） - 森本涼子（ミチの母親・主婦）
- 恍惚の人'99（1999年、テレビ東京）
- 土曜ドラマ ぼくの魔法使い（2003年、日本テレビ） - 大村たまき（留美子の母）
- センセイの鞄（2003年、WOWOW）- 石野先生
- あなたの人生お運びします! 第2話（2003年、TBS） - 泰子
- 血脈（2003年、テレビ東京）
- 女と愛とミステリー 轟法律事務所 見えない絆（2004年、BSジャパン）- 石塚勝恵
- マザー&ラヴァー 第11話・第12話（2004年、関西テレビ）‐ 瞳の母
- サンタが降りた滑走路（2004年、NHK BShi）
- 水曜プレミア 新春ドラマ特別企画 夏目家の食卓（2005年、TBS）
- 日本の、これから 近未来ドラマ「人口減少社会　幸福2020」（2005年、NHK総合）
- 鬼嫁日記（2005年、関西テレビ） - 田代康子
- 風のガーデン（2008年、フジテレビ） ‐ 谷口冬美
- 恋愛検定（2012年、NHK BSP） - 辻寿子
- BSプレミアムドラマ（NHK BSP）
  - まばたきで“あいしてます”～巻子の言霊（ことだま）～（2012年） - 松尾巻子
  - ペコロス、母に会いに行く（2013年）
  - 我が家の問題 第2話「仕事ができない夫に悩む妻」（2018年） - 井上恭子
- 木曜ドラマ9 レジデント～5人の研修医 第3話（2012年、TBS） - 川上順子
- Oh,My Dad!! 第10話（2013年、フジテレビ）- 松井絵里子
- 途中下車（2014年、NHK総合）- 旅先の夫婦の妻 役
- スペシャルドラマ「洞窟おじさん」（2015年、NHK BSP） ‐ 砂川雅代
- コールドケース～真実の扉～ シーズン1 第6話（2016年、WOWOW）
- 八つ墓村（2019年、NHK BSP） ‐ 濃茶の尼

### テレビ番組 （ドキュメント以外）
- 欽ちゃんの仮装大賞（日本テレビ） - 審査員
- 人間ふしぎ不思議（TBS）
- みんな楽しく!健康クイズ（フジテレビ）- 解答者
- 水曜スペシャル ドリフと女優の爆笑劇場（テレビ朝日）
- みどりのちょっと夜遊び（テレビ東京）
- ザ・ベストテン（1985年6月20日、TBS） - 司会（黒柳徹子の代役）
- 天才・たけしの元気が出るテレビ!!（1985年4月 - 1991年12月、日本テレビ）
- 木内みどりの元気診断（日本テレビ）
- 日本テレビ音楽祭（1987年9月3日、日本テレビ）
- 美味しんぼ倶楽部（フジテレビ）
- 元気増進！ 健康堂本舗（1993年10月13日 - 1994年9月7日、テレビ東京）
- SmaSTATION!!（2001年、テレビ朝日） - テレビ朝日・日本テレビの2回目の生中継コラボ（世界を救うチャリティ）で、日本テレビ側から出演。

### ドキュメント番組・ナレーション
- 名作のふるさと（テレビ東京）
- ハウスこども傑作シリーズ（テレビ朝日、1982年～1983年） - 語り
- 青春アニメ全集（1986年、日本テレビ） - ナレーター
- 世界・わが心の旅（NHK BS2）
- ぶらり日本名作の旅（日本テレビ）
- NHKスペシャル　幸せを演出する男たち　～巨大レジャーランドの国際戦略～（1990年、NHK総合）＊語り
- 千家再興 少庵と宗旦（1991年2月10日、福島放送）＊語り
- ことば・ドラマチック（NHK総合）
- 八月十五日・花の記憶（NHK総合）＊語り
- 母と子のテレビ絵本（1995年12月、NHK教育）『コッペリア』
同作は本来バレエであるが、劇中曲を利用した木内の朗読劇風に番組が構成された。
- ドキュメンタリー人間劇場 頑固親父のおむつ日記（1998年、テレビ東京）＊語り
- BS1スペシャル ラストドライブ（2017年、NHK BS1）＊語り
- ラウンドちゅうごく「ヒロシマで出会った2人 ～木内みどりと四國五郎～」（2020年10月30日、NHK総合（中国地方ローカル）、2020年12月8日、NHK BS1）＊没後の番組

### 映画
- 「されどわれらが日々」より 別れの詩（1971年、東宝、監督：森谷司郎）- 葉子
- 潮騒（1971年、東宝監督：森谷司郎） - 千代子
- 樺太1945年夏 氷雪の門（1974年、監督：村山三男） - 仲村弥生
- 絶唱（1975年、ホリ企画制作/東宝、監督：西河克己） - 美保子
- 妻と女の間（1976年、東宝、監督：豊田四郎/市川崑） - 沢本圭子
- 炎よ創れ（1980年、英映画社）
- ふしぎな國・日本（1983年、松竹、松竹、監督：松林宗恵） - 竹田さん
- 哀しい気分でジョーク（1985年、松竹、監督：瀬川昌治） - リヨ子
- ひとひらの雪（1985年、東映東京、監督：根岸吉太郎）- 伊織扶佐子
- 玄海つれづれ節（1986年、東映東京、監督：出目昌伸） - ケースワーカー
- ビリィ★ザ★キッドの新しい夜明け（1986年、パルコ/バップ、監督：山川直人）- 近所の針小棒大おばさん
- そろばんずく（1986年、フジテレビ/A to Z/ニッポン放送、監督：森田芳光） - ト社・桃子
- 野蛮人のように（1986年、東映、監督：川島透）- まき子
- ゴンドラ（1987年、OMプロ、監督：伊藤智生）- かがりの母
- 木村家の人びと（1988年、フジテレビ/ヘラルド・エース/日本ヘラルド、監督：滝田洋二郎）- 雨宮小百合
- 死の棘（1990年、松竹/松竹第一興行、監督：小栗康平）- 邦子
- おこげ（1992年、東京テアトル/イントグループ映画製作委員会、監督：中島丈博）- 年上の声優
- 地球交響曲 第一番 GAIA SYMPHONY（1992年、オンザロード、監督：龍村仁）[50]-　ナレーター
- 大病人（1993年、ITAMI FILMS、監督：伊丹十三） - 看護婦
- 地球交響曲 第二番 GAIA SYMPHONY II[50]（1995年、オンザロード、監督：龍村仁） - ナレーター
- 幻の光（1995年、テレビマンユニオン、監督：是枝裕和） - 道子
- 地球交響曲 第三番 GAIA SYMPHONY III[50]（1997年、オンザロード、監督：龍村仁） - ナレーター
- 落下する夕方（1998年、松竹/テレビマンユニオン/衛星劇場、監督：合津直枝） - 坪田正枝
- 地球交響曲 第四番 GAIA SIMPHONY IV[50]（2001年、龍村仁事務所、監督：龍村仁） - ナレーター
- 世界の中心で、愛をさけぶ（2004年、『世界の中心で、愛をさけぶ』製作委員会、監督：行定勲） - 朔太郎の母
- 三年身籠る（2006年、ザアリズエンタープライズ、原案・監督・脚本：唯野未歩子）- 桃子
- 長い散歩（2007年、ゼロ・ピクチャーズ、監督：奥田瑛二） - 安田節子
- ゴールデンスランバー（2010年、東宝、監督：中村義洋） - 青柳照代
- 陽だまりの彼女（2013年、東宝/アスミック・エース、監督：三木孝浩） - 渡来真由子
- シャンティ デイズ 365日、幸せな呼吸（2014年、スールキートス、監督：永田琴）- 佐藤の妻
- 0.5ミリ（2014年、彩プロ、監督：安藤桃子） - 片岡雪子
- 日本零年 フクシマからの風　第二章（2015年、東風舎、監督：加藤哲）- 近所の老婦人
- 地球交響曲 第八番 GAIA SIMPHONY VIII（2015年、龍村仁事務所、監督：龍村仁）[50] - ナレーター
- ふたりの旅路（2017年、エレファント・ハウス、監督：マリス・マルティンソンス） - ケイコの隣人
- こはく（2019年、映画『こはく』製作委員会、監督：横尾初喜） - 広中元子
- エリカ38（2019年、吉本興業、監督：日比遊一）[44]- 伊藤信子
- 夕陽のあと（2019年、2019長島大陸映画実行委員会、監督：越川道夫）[51]- 日野ミエ
- みとよ物語 (2019年、三豊市教育委員会、監督：深作健太[52]) - 東陽子[53]
- 北のほうへ（2019年、監督：ブルース・ナックバー） - キコ
- ラストレター（2020年、東宝、監督：岩井俊二）- 遠野純子
- 名も無い日（2021年、映画『名も無い日』製作委員会、監督：日比遊一）- 伊藤久子

### オリジナルビデオ
- 女神がくれた夏（1990年、日本クラウン、監督：今井啓毅生） - 高橋美沙子
- スリラーブラウン管（1991年、徳間ジャパン、監督: 堤ユキヒコ ）
- 風と大地と梨の木と（1997年、オフィスヒューマンヒル・鳥取県、監督：丘乃れい）
  - （1）故郷はひとつ（2）カナエの結婚（3）老いのいきさき（4）WE ARE ONE

### 舞台
- 子供の領分 -金属バット殺人事件 -（転位・21、1983年、本多劇場）[54]
- エリアンの手記　- 中野富士見中学校事件 - （転位・21、1986年、本多劇場）
- マーチャンの神曲 - 藤沢悪魔払い儀式事件－（転位・21、1988年、紀伊國屋ホール）
- LOVE LETTERS (1990年8月26日、PARCO劇場）
- 三人姉妹（1992年、銀座セゾン劇場）
- ガラスの動物園（2004年、新国立劇場）
- TRUE WEST[55]（2004年、東京グローブ座・NHK大阪ホール）
- ママが私に言ったこと（2004年、青山円形劇場、SIS COMPANY[56][57]）
- 海辺のお話（2005年、俳優座劇場、自転車キンクリートSTORE[58])
- 皆に伝えよ!ソイレントグリーンは人肉だと（2006年、ベニサンピット[59][60][61][62]）
- トーチソング・トリロジー[63][64]（2006年、PARCO劇場）
- ヴァギナ・モノローグ（2014年 東京芸術劇場シアターイースト、2016年、2018年 東京ウィメンズプラザホール）[65][66]
- ドイツ同時代演劇リーディング・シリーズ「ロッコ・ダーソウ」（2016年、東京ドイツ文化センター）[67][34]
- 非戦を選ぶ演劇人の会 ピースリーディング vol.21、vol.22（2017年、2018年、スペース・ゼロ）[68][69]

### ラジオ番組
- 朗読 チェーホフ短編集（1998年、2002年、NHKラジオ第2）
- エネルギー・サロン（青森放送）
- 高齢化社会を今こそ考える 木内みどりの満足生活（政府広報番組）（2010年1月10日〜10月3日、文化放送[70]）
- ラジオフォーラム（89回ゲスト 「無関心の大罪。この国に生きる責任とは?」 聞き手：今西憲之）
- 市民のための自由なラジオ Light UP!（MC）
- FMシアター「桜を伐る」（2016年5月14日、NHK-FM)[71][72]

### CM
- AGF「フルーティー」
- 小林製薬「カーサワデー」
- ブラザー工業「マイコン調宝さん」
- 明治
  - 旧明治乳業「トーストソフト」（1982年）
  - 旧明治製菓「ビスケット」「アーモンドチョコレート」
- ナショナル電気製品「戻れる日までがんばって」（ラジオCM、1986年）
- ポンズ「リンクルナイトクリーム」
- 荒川長太郎合名会社 「ハイタミン錠」
- 株式会社サンヘルス 「液体プロテインシェイプ」
- 名糖産業 「レモンティー」「プリンスチョコレート」
- タンパックスタンポン（1986～1987年）
- 信託銀行「ビッグ」
- 花王 「アタック」
- NTTドコモ「ケータイ家族物語」（2002～2003年）- 母 役[73]
- パナソニック 「住宅リフォーム」

### 朗読ソフト
- カセット版日本おはなし名作全集 第11巻 ないた赤おに ほか（小学館、1989年）
- カセット版世界おはなし名作全集 第10巻 スホーの馬 ほか（小学館、1990年）
- 宮沢賢治童話集、「銀河鉄道の夜」（NHKソフトウェア、カセット、1990年）
- 丘乃れいビデオ絵本ライブラリー「いつもこころにほほえみを」（オフィスヒューマンヒル、VHS 2004年）＊語り
- オペラが育てる仲間とちから オペラ演出家・大谷洌子（紀伊國屋書店、DVD 2007年）＊語り
- 紀伊國屋書店評伝シリーズ:学問と情熱 第15巻 宮本常一 民衆の知恵をたずねて（紀伊國屋書店、VHS 1999年、DVD 2008年）＊ナレーター
- 世界絵本箱 DVDセレクション ごきげんなライオン（ヤマハミュージックアンドビジュアルズ、VHS、DVD 2010年）
- ドキュメント ふなごやすひこ 〜動けないから動かせる想いがある〜 全身麻痺ギタリストが伝えたい生命の意味（れいわ新選組Youtubeチャンネル、2019年）＊語り

### インターネット
- 木内みどりの小さなラジオ（YouTube、2018年7月2日 - 2020年1月24日、※生前の最終収録は、2019年9月上旬）
  - Vol.1（2018年7月2日配信）ゲスト：小出裕章（元京都大学原子炉実験所助教）
  - Vol.2（2018年7月6日配信）ゲスト：安冨歩（東京大学東洋文化研究所教授）
  - Vol.3（2018年8月7日配信）ゲスト：細美武士（ミュージシャン）
  - Vol.4（2018年10月31日配信）ゲスト：井浦新（俳優）
  - Vol.5（2019年1月9日配信）ゲスト：辛淑玉（人材育成コンサルタント・フリーライター）
  - Vol.6（2019年3月11日配信）ゲスト：石井麻木（写真家）
  - Vol.7（2019年6月6日配信）ゲスト：浅田美代子（女優）
  - Vol.8（2019年8月28日配信）ゲスト：志村真介（「ダイアログ・イン・ザ・ダーク・ジャパン」代表）、志村季世恵（「ダイアローグ・ジャパン・ソサエティ」代表　バース・セラピスト）
  - Vol.9（2020年1月24日配信）ゲスト：吉田照美（フリーアナウンサー・タレント

## 著書
- 指差し確認（1989年、鎌倉書房）ISBN 4308004608。OCLC 673128273。
- 木内みどりセーターブック（横川佐智子著（デザイン）、1992年、日本ヴォーグ社）ISBN 4529022897
- 元気診断（1）～（5）(日本テレビ編 1991年～1992年、日本テレビ放送網）東京女子医科大学の医師に、木内が健康情報を聞くテレビ番組の書籍化。裏表紙と本文に聞き手として木内の名前と写真・イラストがある。
- 元気増進! 健康堂本舗〈PART1･2〉 (テレビ東京・テレビマンユニオン（編）、1994年、祥伝社）健康バラエティ番組の書籍化。巻頭に番組の司会を務めた前田武彦と木内の挨拶文がある。
- ラジオは真実を報道できるか-市民が支える『ラジオフォーラム』の挑戦（2015年　岩波書店。クレジット上では「ラジオフォーラム+小出裕章共著」とされているが、木内も共著者の一人として参加）ISBN 	9784000255011。
- 私にも絵が描けた! コーチはTwitter（2018年9月、小さなラジオ局 出版部）ISBN 978-4991050206
- またね。――木内みどりの「発熱中！」（2020年6月、岩波書店）[74] ISBN 978-4000248310
- あかるい死にかた（2020年11月、集英社インターナショナル）ISBN 9784797673913